# Miljard
Een miljard is duizend miljoen of 1.000.000.000 of 109 in de in Europa gangbare lange schaal. In het Engels is dit volgens de in de Angelsaksische wereld meer gangbare korte schaal billion, wat dus niet mag worden verward met het Nederlandse woord biljoen.
Het SI-voorvoegsel voor een miljard is giga, afgekort G. Bijvoorbeeld 1 Ga = 1 giga-annum = 1 miljard jaar.
De ontbinding van 1 miljard is in priemfactoren: 1.000.000.000 = 29 × 59
Miljard wordt wel afgekort tot mld.

## Voorbeelden van aantallen in miljarden
- Een miljard seconden duurt bijna 32 jaar.
- De leeftijd van het heelal sinds de oerknal is 13,8 miljard jaar.
- De Melkweg bevat tussen de 200 en 400 miljard sterren.
- Een miljardair is een persoon met een privévermogen van meer dan 1 miljard eenheden. Een voorbeeld hiervan is Bill Gates.
- De begroting van staten wordt uitgedrukt in miljarden euro's.
- Het IPv4-protocol voor het toewijzen van internetadressen kent maximaal 4 miljard adressen.
- Op 15 november 2022 telde de wereldbevolking 8 miljard mensen.
- Op 23 augustus 2012 exposeerde kunstenaar Jorn van Hoorn 1 miljard stipjes in museum Jan van der Togt te Amstelveen.